# حمادة سلطان
حمادة سلطان  (1 أغسطس 1941 - 31 مارس 2015) هو ممثل هزلي مصري. 

## حياته ونشأته
اسمه الحقيقي «محمد محمد عبد الغالي» من مواليد حي شبرا في أول أغسطس عام 1941 أصوله من بلدة «المحاميد» بمركز «إدفو» بمحافظة «أسوان» بجنوب مصر. هاجر والده للقاهرة إبان الحرب العالمية الأولى.

## نشأته الأولى
ولد «محمد» وتربى هو وإخوته في حي شبرا بالقاهرة وأحد أشقّائه هو لاعب كرة القدم الشهير في زمنه الكابتن «مصطفى عبد الغالي» نجم النادي الأهلي المصري ومنتخب مصر ثم المدير الفني لمنتخب «سيراليون». سعى والده لكي يصبح سلطان أحد طلبة الأزهر الشريف وألحقه بالكتاب ليتعلم القرآن، ولكن الأمر تغير تماماً بعد التحاقه بمدرسة (النيل الاعدادية) التي كان من بين مدرسيها السيناريست المعروف عبد الحي أديب والملحن فؤاد حلمي وفي هذه المدرسة تغير كل شيء وقرر سلطان الاتجاه للفن. تكونت فرقة (الدراويش) على اسم الفرقة المسرحية الإسكندرانية التي كانت تحمل نفس الاسم، وشيئا فشيئا أصبح سلطان أهم عضو بالفرقة وأصبح المسؤول عنها وكانت «الدراويش» ظاهرة كوميدية.
تحمل مسؤولية أشقائه الصغار بعد وفاة كلا من أبيه وأمه وهو شاب صغير ونجح في تربيتهم وبعدها قام بتربية أبناء شقيقه «شعبان» الذي رحل وعمره 29 عامًا فقط، وترك طفلين.
تبناه «علي فايز زغلول» أحد مؤسسي الإذاعة المصرية ورشحه للظهور في حفلات أضواء المدينة، ودخل مسابقة الهواة عام 1955 للظهور في حفل «أضواء المدينة» وكان أصغر هاو في مصر حسب قوله.

## تاريخه الفني
اعتمد كمطرب في الإذاعة والتليفزيون وكانت لجنة اختباره مكونة من: حسني الحديدي وعلي فايق زغلول وديمتري لوقا، وقدم وقتها أغنية «دراويش القاهرة» على غرار «دراويش الإسكندرية» عام 1957، وحصل على جائزة الشباب ثم قرر تغيير اتجاهه للكوميديا ورواية النكت السريعة، حيث أنه لم يرغب في منافسة كبار المطربين في ذلك الوقت.
تزامل واقترب كثيراً من أحد نجوم فرقة ساعة لقلبك (سلطان الجزار) وتعلم منه كيف تُصنع النكتة وكيف تُلقى فاقترن اسمه باسم «سلطان الجزار» لفترة طويلة، ومن هنا جاءت تسميته (حمادة سلطان) وحدث هذا بعد أول حفل شارك فيه وكان بمدينة بني سويف في برنامج اسمه (السامر) يُقام بمناسبة عيد المدينة الوطني، وكُتب في هذا الحفل شهادة ميلاد (حمادة سلطان) وسط عمالقة كبار شاركوا في الحفل مثل عبد الغني السيد ومحمد الكحلاوي وشريفة فاضل.
بدأ العمل في مجال الكوميديا عام 1967 على جبهة الحرب المصرية - الإسرائيلية إبان حرب الاستنزاف ولهذا سمي «صاروخ النكتة».
لمع نجمه في حقبة السبعينات من القرن الماضي، وخلال الفترة من عام 1967 إلى عام 1973 استطاع أن يكون قاعدة جماهيرية ويحجز مكانًا مستديمًا في حفلات أضواء المدينة. وأطلقوا عليه أيضاً لقب (صاروخ النكتة) بسبب سرعته في إلقاء النكات، التي كان الكثير منها إسقاطًا على واقع الفرد المصري والعربي، وأضحكت الكثيرين على واقعهم وحياتهم بل وعلى أنفسهم، واستمر مشواره الكوميدي لأكثر من ثلاثين سنة متصلة.

## حمادة سلطان والسادات
تلقى الرئيس أنور السادات تقريرا أمنيا حول ازدياد المشاجرات وجرائم القتل بين الصعايدة والفلاحين وكان آخرها مذبحة 1976، وفوجئ بأن السبب الأول والأخير في هذه الأزمة «النكت» التي يطلقها الطرفان مما دفعه إلى الاستعانة بحمادة سلطان لحقن الدماء بين الطرفين. يقول سلطان: «اللي حصل أنه قبل ما السادات يبعت لي كانت النكت على الصعايدة والفلاحين كتير جدا، لدرجة المشاجرات بينهم وصلت للقتل بسبب النكت، حتى فوجئت بوزير الثقافة المحترم محمد عبدالحميد رضوان يرسل لي لمقابلتي وأخبرني بانزعاج الرئيس السادات بسبب النكت على الصعايدة والفلاحين، وطلب مني تغيير هذه الموجة حقنا للدماء وبالفعل أقلعنا تماما عن ذكر كلمة صعيدي أو فلاح في النكت، واستبدلناها» بمرة واحد بلدينا«لأن السادات فوجئ بالشارع يستغل كلمة صعيدي وفلاح على نفس نظرية مسلم ومسيحي.»

## زواج حمادة سلطان
تزوج خمس مرات، كانت أولى زيجاته عام 1961 وفي كل مرة كان يحدث الانفصال لأسباب مختلفة كان لا يفصح عنها، وظل يبحث عن الطفل والاستقرار الذي حصل عليهم بزواجه الخامس والأخير من السيدة التونسية (فاطمة محمد المناعي) التي تعرف عليها أثناء تردده على تونس لتقديم الحفلات هناك والتي أنجبت له ابنته (لميس) التي درست في معهد (الكونسرفتوار) للموسيقى.

## أعماله
إلى جانب تقديم مونولوجاته ونكاته على المسارح المختلفة حول العالم، شارك حمادة سلطان في أعمال درامية قليلة وهي:
فيلم «الجنة تحت قدميها» عام 1979 للمخرج حسن الإمام 
فيلم «خلف أسوار الجامعة» عام 1981 للمخرج نجدي حافظ 
فيلم «درب اللبانة» عام 1984 للمخرج إبراهيم بغدادي 
مسرحية «دلوعة يا بيه» عام 1986 للمخرج رزيق البهنساوي 
مسلسل «فرفشة» الجزء الثاني عام 1987 للمخرج شكري أبو عميرة 
فيلم «دقات على بابي» عام 1989 للمخرج نور الدمرداش 
سهرة تلفزيونية «البلياتشو» عام 1998 للمخرج جمال الهواري 
مسلسل «رجل على الحافة» عام 2002 للمخرج عادل صادق 

## النهاية
تعرض لعملية قلب مفتوح بنجاح عام 2000، وبدأت بعدها عدة مشاكل صحية ظل يعاني منها لعدة سنوات مع تجاهل نقابة الممثلين ونقابة الموسيقيين له. توفي في 31 مارس 2015 بمستشفى الجلاء العسكري بالقاهرة  عن عمر يناهز الثالثة والسبعين.

## وصلات خارجية
https://elcinema.com/person/1103246 حمادة سلطان
https://dhliz.com/artist/GZKlbsjT8Ck/acting حمادة سلطان
https://www.youtube.com/watch?v=lrQ-Pd-_d-c حمادة سلطان
https://www.youtube.com/watch?v=eQwui7vRjr4 حمادة سلطان
https://www.youtube.com/watch?v=JUkNGJJvr-k حمادة سلطان
https://www.youtube.com/watch?v=vIbYB07fvhY حمادة سلطان
https://www.youtube.com/watch?v=UFpyQr5JJgc حمادة سلطان
https://www.youtube.com/watch?v=Q8vJpaLf9Kw حمادة سلطان
https://www.youtube.com/watch?v=92TnOrdECZo حمادة سلطان
https://www.youtube.com/watch?v=VANl5RHZV4U حمادة سلطان
https://www.youtube.com/watch?v=dMyYJEGsNVA حمادة سلطان